# Szerbek
A szerbek (szerbül Срби / Srbi, magyarul régebben rácok) délszláv népcsoport a Balkán-félsziget középső részén, főleg Szerbiában, de jelentős szerb közösség él még Montenegróban, Bosznia-Hercegovinában, Horvátországban és Koszovóban is. Nagyobb lélekszámú szerb diaszpóra Nyugat-Európában, főleg Németországban, Svájcban és Ausztriában, csakúgy mint az Amerikai Egyesült Államokban és Kanadában él. Magyarországon a szerbek az egyik hivatalosan elismert nemzeti kisebbség, lélekszámuk a 2001-es népszámlálás adatai alapján 3816.

## Népesség
Lásd még: Magyarországi szerbek.

## Kultúra

### Híres szerbek
- Szent Száva - a szerb ortodox egyház megalapítója
- Petrović Đorđe Karađorđe - a törökök elleni Első szerb felkelés vezetője.
- Miloš Obrenović - herceg, Szerbia fejedelme, a második nemzeti felkelés vezetője
- Slobodan Milošević – jugoszláv majd szerb elnök, nacionalista diktátor
- Radovan Karadžić - volt boszniai szerb vezető, eredetileg pszichiáter, jelenleg háborús bűnökkel vádolják Hágában
- Zoran Đinđić – filozófus, ellenzéki vezető, később szerb miniszterelnök
- Vuk Stefanović Karadžić - költő, filológus és nyelvész, a mai szerb nyelv sztenderdjének megalkotója.
- Nikola Tesla – világhírű fizikus, feltaláló és villamosmérnök
- Mihajlo Pupin – fizikus
- Mileva Marić – matematikus, Albert Einstein első felesége
- Ivo Andrić – Nobel-díjas író és költő
- Milovan Đilas - író, kultúrpolitikus, egykori propagandavezér
- Danilo Kiš - részben magyar, részben szerb származású irodalmi Nobel-díjra jelölt író
- Emir Kusturica – filmrendező
- Gojko Mitić – színész és filmrendező, Osceola, Ulzana, Sólyom szerepéről ismert
- Ljubiša Samardžić - színész és rendező, Šurda megformálója
- Đorđe Balašević – költő és énekes
- Goran Bregović – zeneszerző, a néhai legismertebb jugoszláv rockzenekar, a Bijelo Dugme vezetője
- Boban Marković – szerb-cigány muzsikus
- Marija Šerifović - énekesnő, a 2007-es Eurovíziós Dalfesztivál győztese.
- Petar Dobrović - festő, a Baranya–bajai Szerb–Magyar Köztársaság elnöke
- Nadežda Petrović - festő
- Ana Ivanović, Jelena Janković, Novak Đoković - világklasszis teniszezők
- Sztevanovity Zorán - Liszt Ferenc- és Kossuth-díjas előadóművész, énekes, gitáros, zeneszerző
- Marko Vujin, Milan Mirković, Žarko Šešum, Uroš Vilovski, Ivan Lapčević- világklasszis kézilabdázók, jelenlegi klubjuk az MKB Veszprém KC

### Vallás
A szerbek vallása ortodox keresztény (szláv nyelveken: pravoszláv), habár a történelem viharaiban sokan áttértek az iszlámra, vagy a katolikus hitre.

### Szimbólumok
A szerbek nemzeti szimbólumai a címerben található kereszt és a négy C betű. Ez a cirill c a magyarban sz betűt jelöl, utalva a Само слога Србина спаcава (Samo sloga Srbina spasava) jelmondatra. (Magyarul: Csak az egység menti meg a szerbet.) A címert zászló formájában Stefan Dušan cár használta hadjáratai során a törökök ellen.
A szerb piros-kék-fehér trikolór 1835-ben született meg, a pánszláv színek felhasználásával. Az orosz zászló tükörképe, ennek lehetséges okáról lásd: Szerbia zászlaja.

### Szokások
Népszokásaik közül kiemelkedő jelentőségük van a jeles napokhoz kapcsolódóknak, mint például a Karácsonynak (Božić), a Húsvétnak (Uskrs), Szent Iván napjának (Ivanjdan), Szent Vid napjának (Vidovdan), Szent György napjának (Đurđevdan); a Pünkösdnek (Duhovi), a templomi védőszent emléknapjának (Crkvena slava, Bučura) és a családonként megült védőszentünnepeknek (Krsna slava).
A szerbek naptári ünnepei a nyugati keresztényekhez képest két héttel eltolódnak, mert a szerb ortodox egyház nem tért át a Gergely-naptárra, változatlanul a Julianus-naptárat használja.
A karácsonyi ünnepkört az egyházi előírások által szabályozott böjti időszak vezeti be, amelyben minden zsíros ételtől megtartóztatják magukat, és csak olajon főtt leveseket, tésztát, halat fogyaszthatnak. Hozzá kapcsolódik Szent Borbála (Sveta Barbara)) napja, december 17-én, ilyenkor minden asszony búzát vet egy tálba és áldást kér az úrtól a búza kizöldüléséhez, hogy a következő évben bő termés legyen.
Szenteste (Badnji dan, a Gergely-naptár szerinti január 6-a) reggelén a családfő kimegy az erdőbe fiatal tölgyfaágért (Badnjak), amit este bevisz a házba, mézzel beken, búzaszemekkel meghint; ez pogány eredetű, de ma már a fiatal Krisztust szimbolizáló jelkép jelzi a karácsonyi ünnepek kezdetét. Ez régebben olyan nagy fadarab kellett hogy legyen, amely a karácsonyestét követő napon is égett. Ma már egy gallyal helyettesítik. Öt óra tájban a harang megszólalása jelzi a Szenteste (Badnje veče) beköszöntét. A házigazda feladata ilyenkor a szalma bevitele, amiből a lakás minden helyiségébe tettek – jelezvén, hogy készen állnak Jézust házukba fogadni. Ma már csak jelképesen, az asztal alá szórnak belőle.
A Karácsony elengedhetetlen kelléke a kör alakú "nagy kalács" (Veliki kolač) közepébe az úgynevezett rózsa kerül tésztából, ami megsütve rózsa alakban szétnyílik; ennek közepébe egy szétvágott diót helyeznek, melynek belsejébe piros szalaggal átszőtt bazsalikomot tesznek, továbbá díszítik kalász-, szőlővirág- vagy hordómintával melyek a bőség szimbólumai. A kalács rituális ételnek számít, és Karácsony első napján vagy Újévkor vágja fel a házigazda, miután háromszor megforgatta és meglocsolta borral. A vacsorát megelőzően egy kosárba kerül búza, árpa, kukorica, dió, aprópénz, piros alma, ráhelyezik a kalácsot, melléje pedig gyertyát állítanak; ezek a jólétet jelentik. A másik jellegzetes étel a Česnica, amely hagyományosan többféleképpen készülhet, a szerencsét hozó aprópénz viszont nem maradhat ki belőle. Ilyenkor gyakran esznek főtt búzát darálva (koljivo). Ezt cukorral, dióval, fahéjjal, mazsolával és citrommal ízesítik, főtt mandulával díszítik. Karácsony első és második napján már nem böjtös ételt fogyasztanak, hanem pecsenyehúst (pečeno meso); ez lehet birka-, bárány-, vagy kakassült, de a legtöbb háznál a malacsültet helyezik előtérbe.
A szerb házakban eredetileg nem szokás karácsonyfát állítani, de szokásosan így köszönnek: Hristos se rodi (Krisztus megszületett), erre a válasz: Vaistinu se rodi (Valóban megszületett). Egészen Újévig megmarad az üdvözletnek ez a formája.
Januárban a következő jeles napokat tartják számon: Krstovdan (Kereszt napja): január 18-án a pap a kántorral és a gyerekekkel a házakat végigjárja, megszentelik a lakásokat és a családtagokat. A Vízkereszt (Bogojavljenje) ünnepén, 19-én a családi házakba szentelt vizet visznek, a betegségek távol tartására. A hónap végén, 27-én ülik Szent Száva (Sveti Sava) ünnepét, ez egyben a szerbek legjelentősebb nemzeti ünnepe. Ekkor az önálló szerb ortodox egyházi szervezet középkori megalapítójára, Nemanja István fiára, Szent Szávára emlékeznek. Mivel a pogány szerbek többistenhívők voltak, a kereszténység felvétele után a szentek fokozott tiszteletével helyettesítették a régi hit isteneit. Hagyományosan minden családfő választott magának egy védőszentet, aki a családot volt hivatott védelmezni. A patrónus szent ünnepe a Krsna slava (magyarul:keresztelő ünnep). A legenda szerint minden család őse az általuk tisztelt szent napján vette fel a kereszténységet, és erre emlékeznek. A védőszent tisztelete apáról fiúra száll, a lánygyermek férjhez menetele után a férj családjának szláváját ünnepli. Minden család minden évben egyszer ünnepli a szlávát, majd a pap (popa) megszenteli a lakhelyüket, és este vacsorát tartanak. Ilyenkor nemcsak a meghívott vendégek, hanem a hívatlan ismerősök előtt is nyitva áll az ajtó. A vendéget érkezésekor megkínálják "slatko"-val (sűrű cukorszirupban tartósított gyümölcs), amiből egy kanállal illik enni.
Leggyakoribb védőszentek: Szent Miklós (Sveti Nikola), Szent Demeter (Sveti Dimitrije), Szent Trifun, Szent János (Sveti Jovan) és Szent Száva. Ez utóbbi egyébként a szerb iskolák, továbbá a gyerekek és az ifjúság védőszentje. A kialakult szokás szerint a gyerekek a templomban verseket mondva emlékeznek meg róla. Ilyenkor valamelyik szülő – az ünnep komája (Kum slave) – készít egy gyönyörűen feldíszített ünnepi kalácsot (Slavski kolač), valamint koljivót (mézzel, dióval, fahéjjal, szegfűszeggel, cukorral ízesített főtt búza). Az egyházi szertartást követően a kalácsot és a megszentelt koljivót szétosztják a gyerekek között.
A húsvéti (Uskrs) ünnepkör a böjti időszak leszámításával Vrbica-napkor (Lázár-szombat) kezdődik, ekkor megszentelt fűzfaággal (vrba) meglegyintik a templomajtóban a gyerekeket, hogy nagyra nőjenek. Az ünnepkör vége a halottak húsvétja (Ružičalo), egy héttel a valódi Húsvét után, ez lényegében közösségi halotti ünnep, melynek során a pap megáldja és megszenteli a sírokat, az asszonyok pedig gyertyát gyújtanak és tojást tesznek a kövekre. A Feltámadásról (Vaskrsenje) - más felekezetektől eltérően - nem Nagyszombat este, hanem vasárnap kora délután emlékeznek meg. Ennek alkalmával körmenetet tartanak: háromszor megkerülik a templomot. A szerbek a Húsvét három napján így köszöntik egymást: Hristos vaskrse! (Krisztus feltámadt!), melyre a válasz: Vaistinu vaskrse! (Valóban feltámadt!).
Pünkösd (Duhovi) reggelén feldíszítik a házakat zöld gallyakkal, kerül belőlük a ház kapujára és az ablakokra is. A pünkösdvasárnapi istentisztelet közben kis szénakoszorúkat fonnak a templomban, ezt mindenki hazaviszi, és az szentképek közé helyezi, ahol egy évig marad.
Az egyik legnagyobb ünnep Szent György napja, melyet évente kétszer is megtartanak. Az első (Đurđevdan) május 6-án, a második (Đurđic) november 16-án van.
Szent Vid napja (Vidovdan) június 28. az egyik legjelentősebb szerb nemzeti ünnep, egyebek mellett a szerb "Mohácsi vész", az 1389-ben vívott tragikus következményű Koszovó Polje-i, magyarul rigómezei csata emléknapja is.
A nyári napforduló egyik kiemelkedő ünnepe Szent Iván napja (Ivanjdan, július 9.) ilyenkor az asszonyok koszorút fonnak az úgynevezett Iván napi virágból (Ivanjsko cveće, (tejoltó galaj)), amit a ház főbejárata fölé helyeznek, hogy megóvja a házat a villámcsapástól, rontó erőktől, szellemektől és más bajoktól. Koszorút tesznek még a templom bejárata fölé és az út menti keresztekre is.
A nagy közösségi ünnep egyike a templomi búcsú (Crkvena slava illetve Bučura), amelyet Kisboldogasszony napján (Mala Gospojina), szeptember 25-én ünnepelnek, és szintén velejárója a nagy ünnepi kalács (Veliki slavski kolač). Ezt mindig a búcsú kinevezett komája (Kum slave) készíti el, illetve a templomi áldozathoz szükséges bort is ő szerezi be. Az ünnep elengedhetetlen tartozéka még akoljivo, ezt és a kalácsot a pap és a búcsú komája szeli fel a hagyomány diktálta módon. Mindkettőből kapnak egy darabkát a jelenlevők és utána ihatnak a borból is. Az ünnep esti táncmulatsággal fejeződik be. A szerb népi körtánc a kolo, amelyet körben vagy sorban állva, összekapaszkodva táncolnak.

## A szerb név etimológiája
A népnév etimológiája (szógyök: srb) ismeretlen. Mindazonáltal számos elmélet létezik, de ezek egyike sem kellően megalapozott. Néhány közülük:
1. Egyesek szerint a szó szarmata eredetű. Sajnos a történeti-összehasonlító nyelvészetben ez kedvelt rokonítási kísérlet gyakorlatilag az összes ismeretlen eredetű szóra; ez abból fakad, hogy a szarmata nyelvről nem tudunk semmit (azon kívül, hogy iráni eredetű), így az elméletnek elég kevés a meggyőző ereje, gyakorlatilag cáfolni sem lehet. (A szerbek létezéséről egyébként Ptolemaiosz teszi az első említést, az i.sz. 2. században. Szerinte a balkáni nép a szarmaták "szerboi" nevű (alsó-volgamenti) törzsének leszármazottja.)
2. Mások szerint egy iráni nyelv valamely szavával rokonítható, de azt nem szokták leírni, hogy melyikkel.
3. Első látásra meggyőzőnek tűnhet, hogy a népnév forrása a szláv sębrъ (szerbhorvát sebar 'egyfajta jobbágy') 'földműves' szó. A probléma csak az, hogy a rekonstruált szláv alak éppen a létező szerbhorvát szóból következtethető ki, így az érvelés körben forog. Másrészt az ide tartozó középkori szerb terminus (t.i. a bizonyos jobbágy fogalma) sokkal később alakult ki, mint a szerb népnév. Egyébként a "levezetés" a történeti hangtan szempontjából sem helytálló.
4. Némelyek úgy vélik, hogy az eredetet a saborac 'szövetséges' (v.ö. Szábor) szóban kell keresnünk, ez azonban nyelvészeti képtelenség.
5. Fantáziadús etimológusok szerint a forrás nem más, mint a szerb srkati 'szürcsöl, szívogat', és ezt azzal magyarázzák, hogy hajdan bizonyára rendkívül szoros kötelék állt fenn a nemzettestvérek között, t.i. együtt szívták az anyatejet. Fonológiailag azonban nem helytálló az álláspontjuk.
6. A legmeggyőzőbb elmélet szerint az indoeurópai *ser- 'felügyel, véd' (Latin servare 'szolgál, véd, őriz, megfigyel', stb.) gyökben kell a végső eredetet keresnünk.
A magyar rác szavunk a Raška nevű középkori szerb államalakulat nevéből ered.

## Rokon népek
Legközelebbi rokonaik a horvátok, a bosnyákok és a montenegróiak. Kissé távolibbak az egyéb délszláv nyelveken beszélők: szlovének, macedónok, bolgárok. Még távolabbról pedig a többi szláv nemzet.
A szerb vélemény szerint szerb származásúak a mai Bosznia-Hercegovinában élő muzulmán vallású bosnyákok, akik a török hódoltság évszázadai során áttértek az iszlámra. Katolikus vallású szerbek a bácskai bunyevácok és a baranyai sokácok.
A Németország keleti részén, valamint Lengyelországban élő szorbok, mint szláv nép, természetesen szintén rokonai a szerbeknek. Közelebbi rokonság azonban a népnév hasonlóságán kívül valószínűleg nem áll fenn, a két nép kultúrája, hagyományai, szokásai eltérőek és nyelvük is erősen különbözik. (A szorb nyugati szláv nyelv.) Persze az elnevezésbeli hasonlóság számos teória kiindulópontja volt minden időben; sőt a szerb nyelvben a szorbokat ma is így hívják: beli srbi azaz 'fehér szerbek'

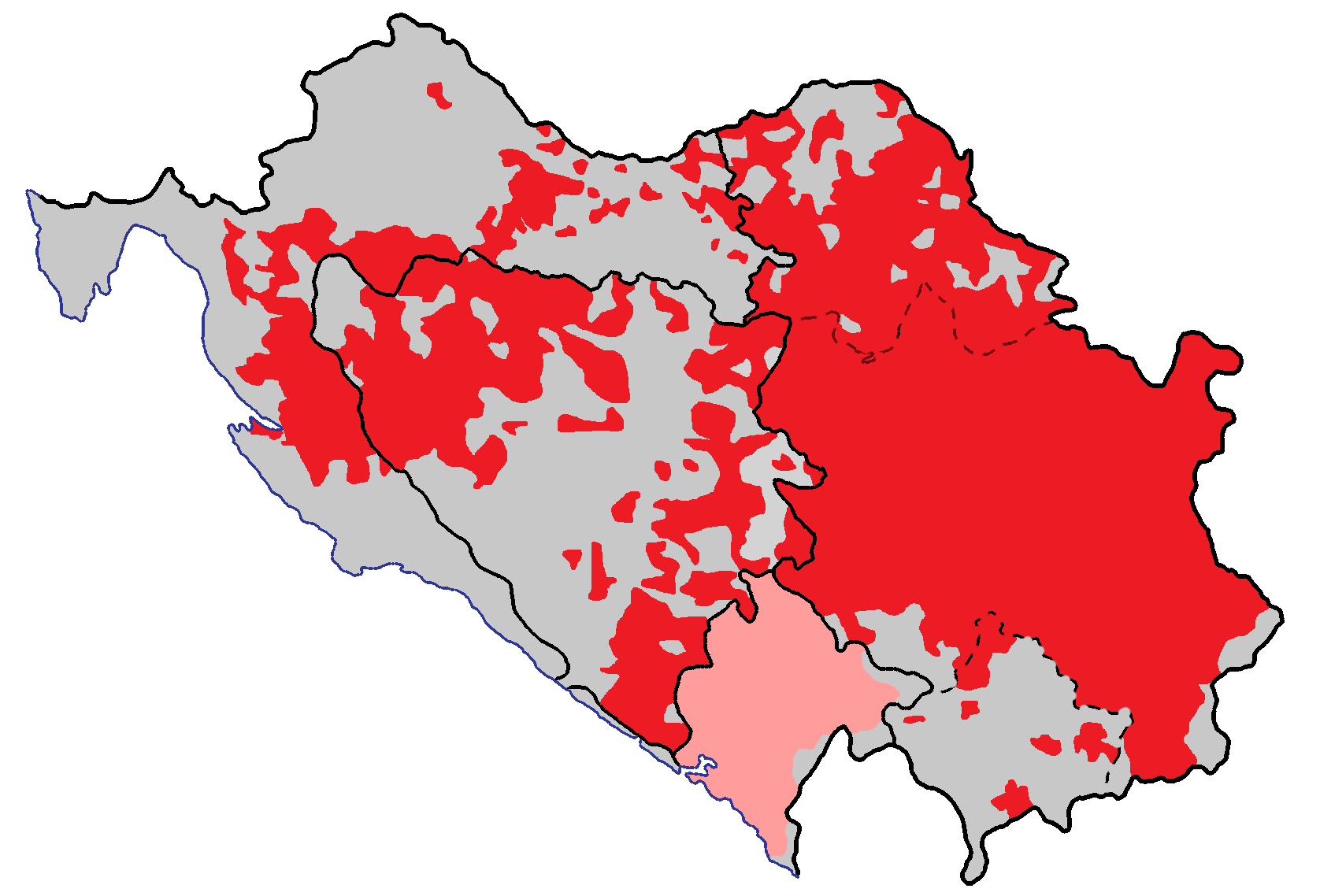
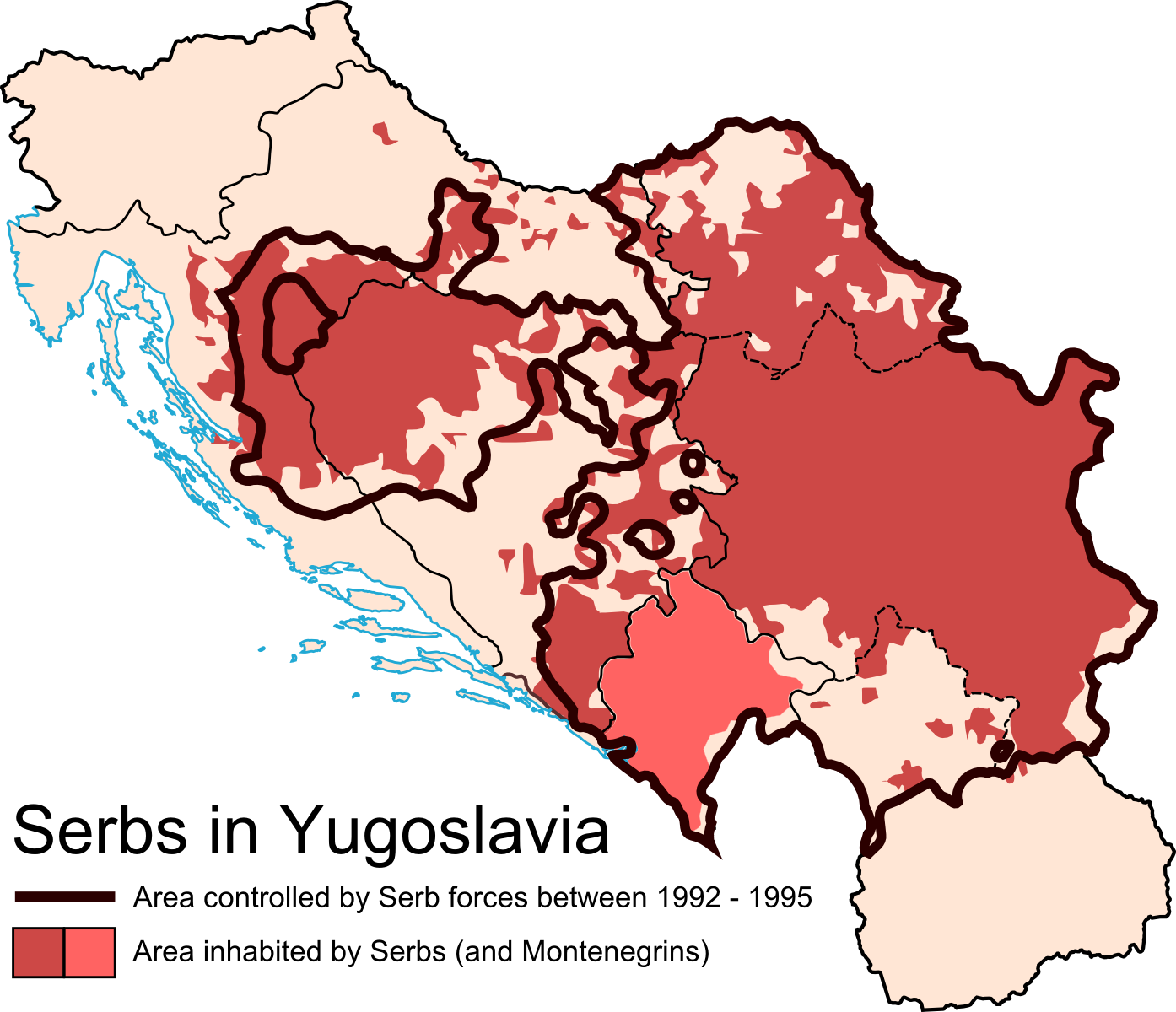
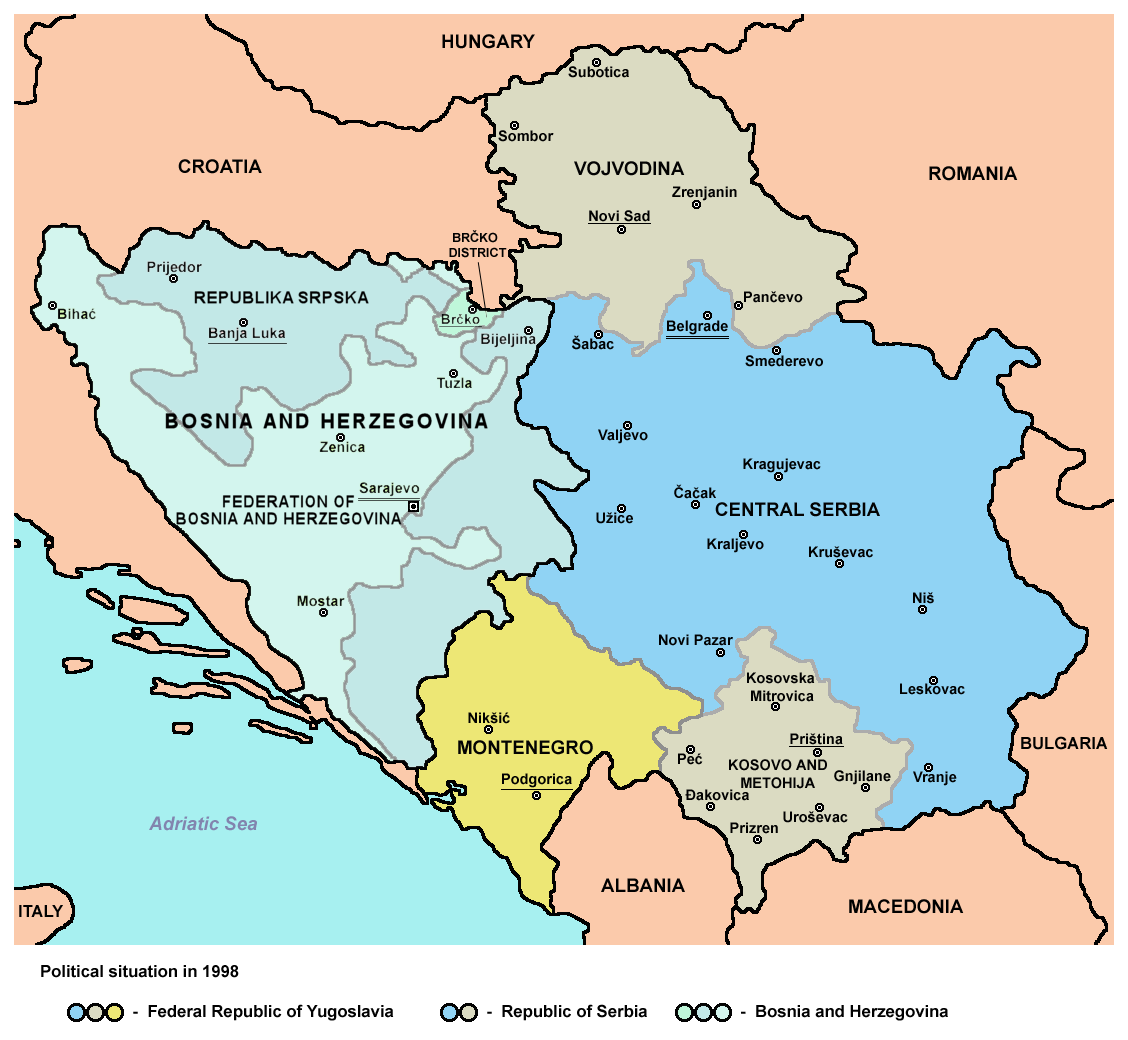
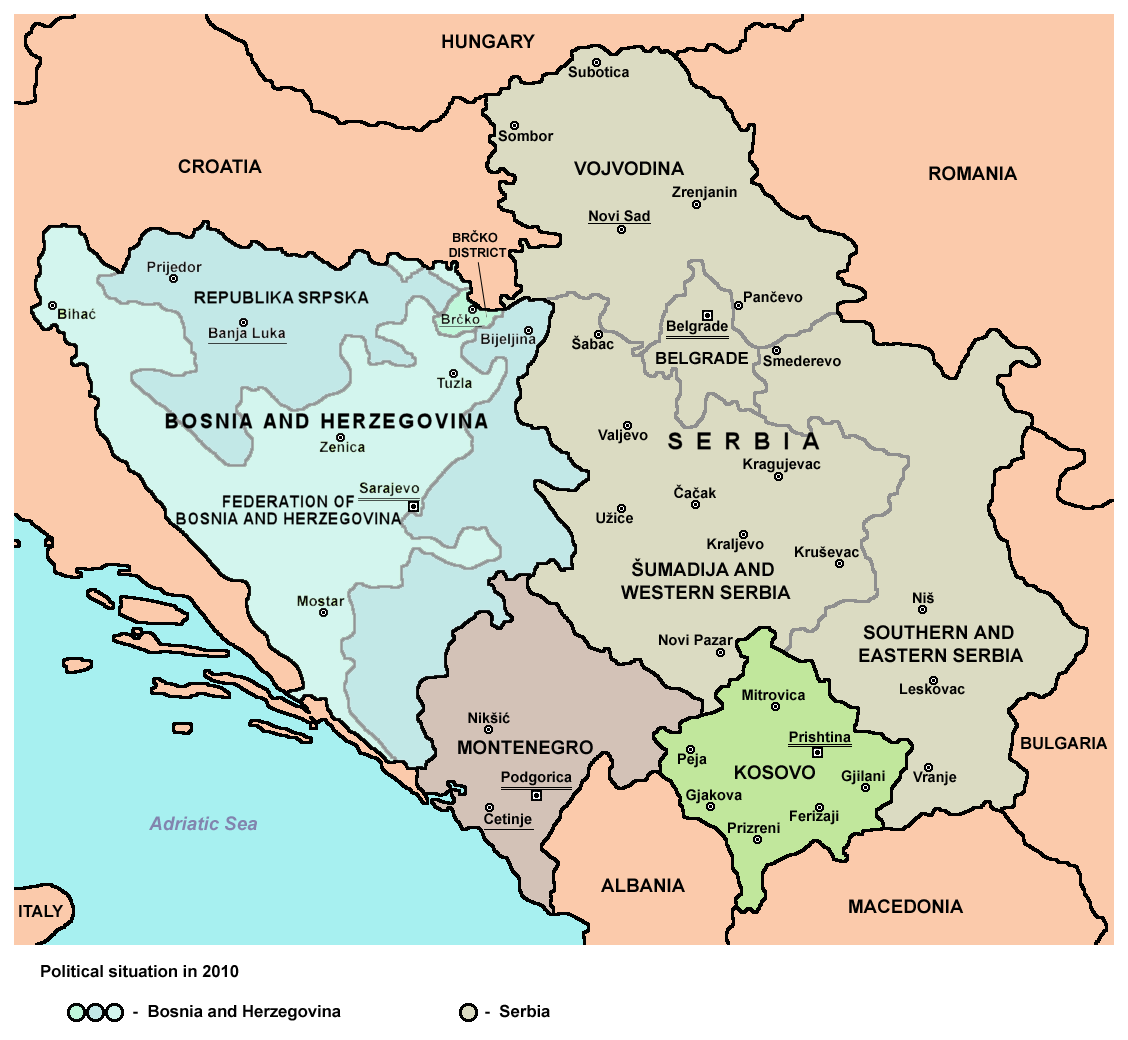